# Supervolcà

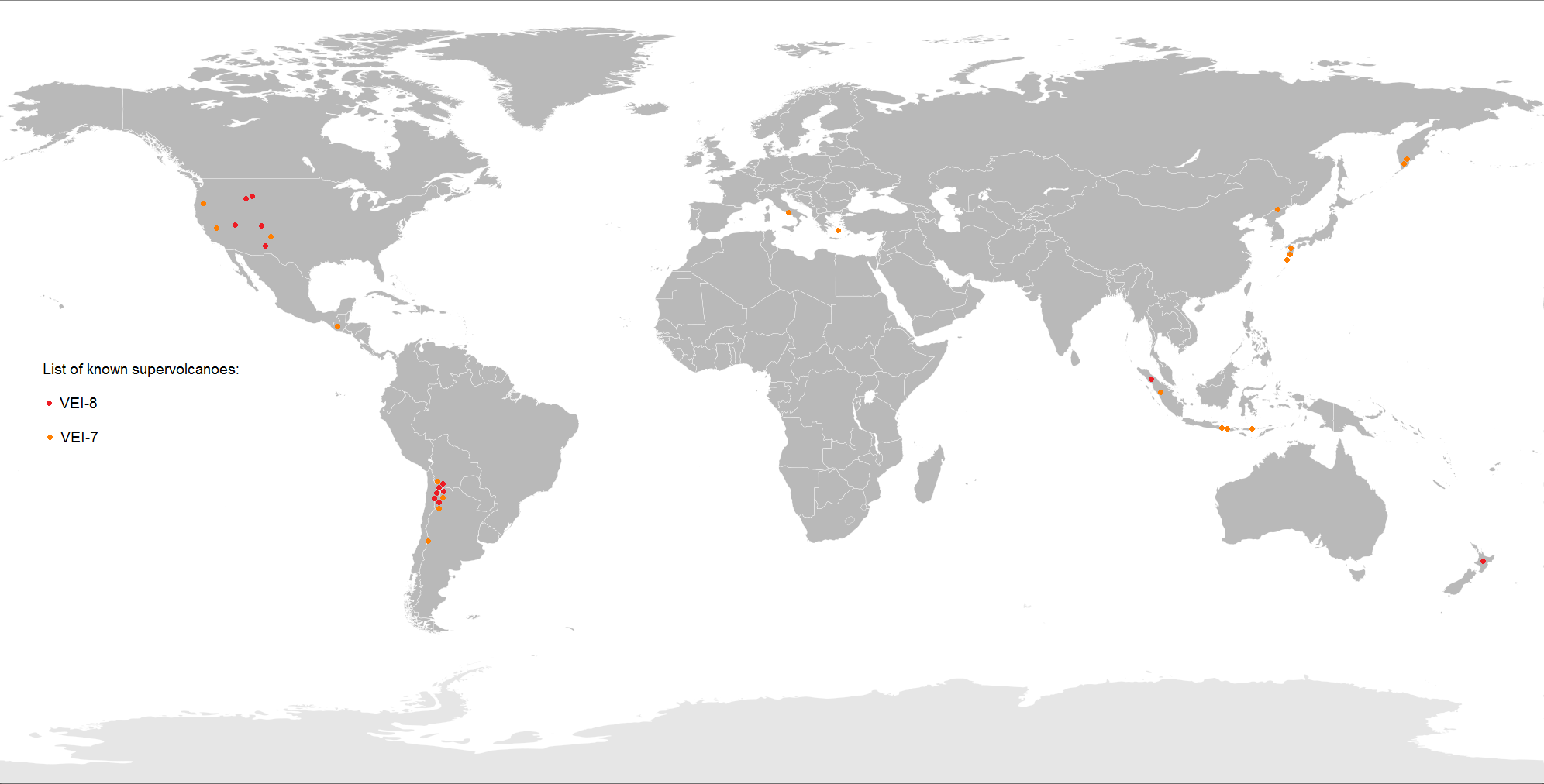
Mapa de supervolcans coneguts a tot el món:
Índex d'explosibilitat volcànica (IEV) 8
Índex d'explosibilitat volcànica (IEV) 7

Un supervolcà és el terme popular per referir-se a un volcà que arriba als graus 7 i 8 de l'Índex d'explosibilitat volcànica (IEV), amb erupcions que poden afectar les plaques tectòniques i el clima durant una llarg període. Això significa que el volum de dipòsits d'aquesta erupció és superior a 1.000 quilòmetres cúbics (240 milles cúbics).
Hi ha setze volcans que podrien esdevenir supervolcans però cap d'ells està actiu, de fet no hi ha hagut cap explosió de grau 8 en la història de l'home i si n'hi hagués podria produir-se l'extinció de la humanitat segons la zona on tingués lloc o afectar greument la civilització global, tal com presenten algunes obres de ciència-ficció o cinema de catàstrofes, com per exemple a la pel·lícula 2012.
Els supervolcans es produeixen quan el magma del mantell s'eleva a l'escorça, però no és capaç de trencar-la i la pressió s'acumula en una piscina de magma gran i creixent fins que l'escorça no pot contenir la pressió. Això pot ocórrer en punts calents (per exemple, la caldera de Yellowstone) o en zones de subducció, com per exemple el Llac Toba.
Les erupcions supervolcàniques de gran volum també s'associen sovint amb grans províncies ígnies, que poden cobrir grans àrees amb lava i cendra volcànica. Aquests poden provocar un canvi climàtic de llarga durada, com l'inici d'una petita edat de gel, i amenaçar les l'extinció d'espècies. La teoria de la catàstrofe de Toba associa els canvis migratoris prehistòrics a un supervolcà. L'erupció d'Oruanui del volcà Taupō de Nova Zelanda, fa uns 26.500 anys, va ser l'erupció VEI-8 més recent del món.